# Îlet Boisseau
Îlet Boisseau är en obebodd ö i Martinique. Den ligger i den östra delen av Martinique, 22 km öster om huvudstaden Fort-de-France. Ön ligger strax norr om Îlet Madame.